# Phillipsita
La phillipsita es una serie de tres minerales con el mismo nombre, de la clase de los tectosilicatos y dentro de estos del "grupo de las zeolitas". El más antiguo de ellos se descubrió en 1825 en la ladera del monte Etna en la provincia de Catania, en Sicilia (Italia), siendo nombrado en honor de William Phillips, mineralogista inglés. Un sinónimo poco usado es el de abracita.

## Especies minerales
El término phillipsita se corresponde con tres minerales, aluminosilicatos de álcalis, antes considerados variedades y hoy aceptados por la Asociación Mineralógica Internacional desde 1998 como tres especies distintas:
- Phillipsita-Ca: Ca3(Si10Al6)O32·12H2O
- Phillipsita-K: K6(Si10Al6)O32·12H2O
- Phillipsita-Na: Na6(Si10Al6)O32·12H2O

Entre estros tres extremos se formarían series de solución sólida, dando una gran familia de minerales por sustituciones parciales de los tres iones metálicos alcalinos. Presentan también una serie de solución sólida hacia harmotoma (Ba2(Si12Al4)O32·12H2O), por sustitución de los álcalis por bario.

## Formación y yacimientos
Es una zeolita muy común en las rocas volcánicas, vetas de mineral, tobas riolíticas de vidrio alteradas diagenéticamente, en depósitos salinos lacustres, así como en sedimentos del fondo oceánico.
En estas rocas suele estar rellenando cavidades, en las que se formó por alteración hidrotermal.
Suele encontrarse asociado a otros minerales como: zeolitas, apofilita, calcita, noseana, nefelina, olivino, melilita o celadonita.